# Robert Ralston jr.
Robert Ralston jr. (* 14. Februar 1966 in Zürich) ist ein Schweizer Regisseur, Kameramann, Drehbuchautor und Filmproduzent. Er ist bekannt für seine Arbeiten im Bereich Kino, Fernsehen und Dokumentarfilm. Er hat zahlreiche Filmpreise erhalten.

## Leben und Ausbildung
Nach Erhalt des Bündner Lehrerpatents im Jahr 1988 und Jurastudium in Bern bis 1991 studierte Robert Ralston von 1992 bis 1997 an der staatlichen Universität für Theater und Filmkunst Budapest. Seither arbeitet er als Regisseur, Kameramann und Drehbuchautor in der Schweizer und internationalen Filmindustrie.
Robert Ralston ist verheiratet, hat zwei Kinder und lebt in Berlin und Chur. Er ist der Sohn des Churer Bildhauers und Malers Robert Ralston. 

## Karriere
Zu Ralstons bekanntesten Arbeiten gehört die Komödie Vater unser Wille geschehe (2005), die beim TV-Filmfestival in Baden-Baden als beste Komödie ausgezeichnet wurde. Sein Kinofilm Drum Bun – Gute Reise (2005) erhielt bei den Internationalen Hofer Filmtagen den Deutschen Förderpreis und wurde beim Filmfestival in Port Townsend als bester Film prämiert. Die TV-Komödie Plötzlich Deutsch (2015) mit Martin Rapold erzielte in diesem Jahr die höchste Einschaltquote bei den Fernsehfilmen des Schweizer Radio und Fernsehen (SRF).
Im Jahr 2020 realisierte Ralston die Kinokomödie Demolitore di Camper mit Milena Vukotic. 2023 entstand unter seiner Regie, zusammen mit Erik Bernasconi, die sechsteilige Serie Alter Ego mit Gianmarco Tognazzi, die vom SRF produziert wurde und von Wild Bunch vertrieben wird. Die Serie wurde von der Neuen Zürcher Zeitung als besonders herausragend in ihrem Genre hervorgehoben und erhielt positive Kritiken.
Ralston hat auch als Produzent und Kameramann verschiedene Kino- und Dokumentarfilme realisiert.

## Filmografie (Auswahl)

### Fiktion
- 1999: turisti (Kurzspielfilm, Produktion, Regie, Buch)
- 2003: Le dormeur (Regie: R. Sotzyöri, Produktion)
- 2005: Drum Bun – Gute Reise (Regie, Buch mit Felix Theissen)
- 2006: Hoch genug (Kurzspielfilm, Produktion, Regie Mathieu Seiler)
- 2007: Status Yo! (Produktion, Kamera)
- 2010: Vater, unser Wille geschehe (Regie)
- 2013: The breeder (Produktion, Kamera)
- 2015: Plötzlich Deutsch (Regie, Buch Martin Maurer)
- 2019: Il demolitore di camper (Regie, in der Hauptrolle Leonardo Lidi)
- 2020: L’eta del distanziamento sociale (Regie)
- 2023: Alter Ego (Fernsehserie, Regie zusammen mit Erik Bernasconi)

### Dokumentarfilme
- 2002: I volontari (Kamera)
- 2003: Gion Wetten, der letzte Schweizer Hochseekapitän (Produktion, Buch, Regie)
- 2006: Mittendrin (gemeinsam mit Cornelia Sturm und Andreas Sauter)
- 2006: Détour par Calcutta (Co-Produktion, Regie François Rossier)
- 2008: Wir haben die Musik (Regie Marc Ottiker)
- 2007: Jew by Choice („selbstbestimmter Jude“; Regie, Kamera, Drehbuch gemeinsam mit David Bernet)
- 2010: Lost in religion (Regie, Buch, Produktion)
- 2018: Bondo – Un anno che ci ha cambiati (Regie, Kamera, Buch)

## Auszeichnungen
- 2002: Auszeichnung für Filmexposé „Crap Nair“ in Locarno, mit Andreas Sauter
- 2003: Silberner Pardino in Locarno für „Le dormeur“
- 2005: Förderpreis Deutscher Film für „Drum Bun“ bei den Internationalen Filmtagen in Hof
- 2006: Bester Film für „Drum Bun“ beim Port Townsend Filmfestival
- 2006: Nominierung „Status Yo“ für Beste Kamera der Deutschen Filmakademie
- 2011: Prädikat „besonders wertvoll“ des Katholischen Medienpreises für „Lost in Religion“
- 2011: Spezialpreis der Akademie der Künste für „Vater, unser Wille geschehe“ für eine herausragende Komödie beim TV-Filmfestival Baden-Baden